# Maureen Koster
Maureen Koster (Gouda, 3 luglio 1992) è una mezzofondista olandese.

## Palmarès
| Anno | Manifestazione    | Sede           | Evento                   | Risultato  | Prestazione | Note                                     |
| ---- | ----------------- | -------------- | ------------------------ | ---------- | ----------- | ---------------------------------------- |
| 2010 | Mondiali juniores | Moncton        | 1500 m piani             | Batteria   | 4'22"08     |                                          |
| 2011 | Europei juniores  | Tallinn        | 1500 m piani             | Batteria   | dnf         |                                          |
| 2013 | Europei under 23  | Tampere        | 1500 m piani             | Finale     | dnf         |                                          |
| 2013 | Mondiali          | Mosca          | 1500 m piani             | Semifinale | 4'08"15     |                                          |
| 2014 | Europei           | Zurigo         | 1500 m piani             | Batteria   | 4'15"11     |                                          |
| 2015 | Europei indoor    | Praga          | 3000 m piani             | Bronzo     | 8'51"64     |                                          |
| 2015 | Mondiali          | Pechino        | 1500 m piani             | Semifinale | 4'10"95     |                                          |
| 2015 | Mondiali          | Pechino        | 5000 m piani             | Batteria   | dnf         |                                          |
| 2016 | Mondiali indoor   | Portland       | 3000 m piani             | 4ª         | 8'56"44     |                                          |
| 2016 | Giochi olimpici   | Rio de Janeiro | 1500 m piani             | Batteria   | 4'13"15     |                                          |
| 2017 | Europei indoor    | Belgrado       | 3000 m piani             | 4ª         | 8'48"99     |                                          |
| 2018 | Europei           | Berlino        | 5000 m piani             | 8ª         | 15'21"64    |                                          |
| 2019 | Europei indoor    | Glasgow        | 3000 m piani             | 6ª         | 8'56"22     |                                          |
| 2019 | Mondiali          | Doha           | 5000 m piani             | Batteria   | dnf         |                                          |
| 2021 | Europei indoor    | Toruń          | 3000 m piani             | Finale     | dnf         |                                          |
| 2022 | Mondiali          | Eugene         | 5000 m piani             | Batteria   | 15'18"17    |                                          |
| 2022 | Europei           | Monaco         | 5000 m piani             | 4ª         | 15'03"29    |                                          |
| 2023 | Europei indoor    | Istanbul       | 3000 m piani             | 6ª         | 8'47"17     | Miglior prestazione personale stagionale |
| 2023 | Mondiali          | Budapest       | 5000 m piani             | 12ª        | 15'00"78    |                                          |
| 2023 | Europei di cross  | Bruxelles      | Staffetta mista seniores | Argento    | 19'46"      |                                          |
| 2024 | Europei           | Roma           | 5000 m piani             | 4ª         | 14'44"46    | Miglior prestazione personale            |
| 2025 | Europei indoor    | Apeldoorn      | 3000 m piani             | Finale     | dnf         |                                          |

## Campionati nazionali
2011
- 4ª ai campionati olandesi, 1500 m piani - 4'42"89

2012
- Oro ai campionati olandesi, 1500 m piani - 4'20"91

2013
- Argento ai campionati olandesi, 1500 m piani - 4'23"11

2014
- Argento ai campionati olandesi, 800 m piani - 2'07"33
- Bronzo ai campionati olandesi indoor, 800 m piani - 2'08"67

2015
- Oro ai campionati olandesi, 1500 m piani - 4'26"01

2017
- Oro ai campionati olandesi indoor, 3000 m piani - 9'19"17

2019
- Argento ai campionati olandesi, 1500 m piani - 4'13"94
- Oro ai campionati olandesi, 1500 m piani - 4'18"85

2021
- Oro ai campionati olandesi, 3000 m piani - 8'56"69

2022
- Oro ai campionati olandesi, 1500 m piani - 4'12"32
- Oro ai campionati olandesi di mezza maratona - 1h11'22"

## Altre competizioni internazionali
2015
- 6ª all'Herculis ( Monaco), 1500 m piani - 3'59"79
- 6ª al Golden Gala ( Roma), 1500 m piani - 4'02"64
- 4ª al British Grand Prix ( Birmingham), 1500 m piani - 4'06"62

2016
- 10ª al Bauhaus Galan ( Stoccolma), 1500 m piani - 4'07"24

2017
- 8ª al Golden Gala ( Roma), 1500 m piani - 4'03"77
- 11ª al Meeting de Paris ( Parigi), 1500 m piani - 4'06"70

2018
- 6ª alla Zevenheuvelenloop ( Nimega), 15 km - 49'04"
- Oro alla Parelloop ( Brunssum) - 32'15"

2022
- 14ª ai Bislett Games ( Oslo), 5000 m piani - 15'00"64
- 9ª alla Zevenheuvelenloop ( Nimega), 15 km - 49'21"